# 津江市作
津江 市作（つえ いちさく、1863年10月14日（文久3年9月2日）- 1968年（昭和43年）4月6日）は、日本の長寿であった宮崎県の男性。

## 来歴
1863年に生まれる。宮崎県木城村の村長を務め、武者小路実篤が理想郷を目指し1918年に開村した「新しき村」を開墾する際に、木城村の村長として土地の紹介や農業指導に当たった。
1964年より県内最高齢であった。
1968年4月6日、104歳で死去。当時中村重兵衛が国内最高齢であったが、中村の記録が認められない場合、1967年2月の北海道の福島仙蔵の没後、津江が国内最高齢男性となっていたこととなる。
葬儀は村葬で行われた。